# Dona Beja (telenovela)
Dona Beja é uma futura telenovela brasileira produzida pela Floresta para o serviço de streaming HBO Max, da Warner Bros. Discovery, com previsão de estreia para 2026. Será a 2.ª produção deste tipo voltada exclusivamente para a plataforma.
É um remake da telenovela de mesmo nome, criada e escrita por Wilson Aguiar Filho e exibida na Rede Manchete em 1986. Com argumento de Renata Jhin, adaptada por António Barreira e Daniel Berlinsky, com colaboração de Maria Clara Mattos, Cecília Giannetti, Clara Anastácia e Ceci Alves. A direção artística é de Hugo de Sousa,, com Bia Coelho, Rogério Sagui e João Bolthauser.
Conta com as atuações de  Grazi Massafera, David Junior, André Luiz Miranda, Bianca Bin, Indira Nascimento, Erika Januza, Isabela Garcia, Otávio Muller e Deborah Evelyn nos papéis principais.

## Enredo
Em 1815 em Araxá, Beja (Grazi Massafera) é uma moça de beleza estonteante que é raptada pelo avô  José Alves (Roberto Bomtempo), ouvidor do imperador, deixando para trás seu grande amor, Antônio (David Junior), que, ao voltar ao Brasil, acredita ter sido abandonado e se casa com Angélica (Bianca Bin) por pressão de sua diabólica mãe, Ceci (Deborah Evelyn), que sempre o envenenou contra a sequestrada. Após alguns anos, José é promovido à Corte e liberta Beija, que nesta altura já está milionária devido aos amantes que teve em troca de jóias e terras. Ela então retorna para Araxá e, desiludida com Antônio estar casado, funda um refinado bordel, onde se torna uma influente cortesã, escandalizando as mulheres e tendo o apresso dos poderosos. Ao mesmo tempo que despreza Beja, Antônio também se torna obcecado em ter ela de volta, especialmente quando ela se envolve com João (André Luiz Miranda), até então prometido para sua irmã Maria (Indira Nascimento).
O maior obstáculo de Beja é Ceci, que quer a cortesã longe de seu filho e se une com outras mulheres para prejudica-la, dentre elas Idalina, Genoveva (Isabela Garcia), mãe de Angélica, e Augusta (Kelzy Ecard), esposa do juiz Honorato Costa Pinto (Otávio Müller), cuja filha Carminha (Catharina Caiado) volta grávida da Corte e é obrigada a se casar com o professor Gaudêncio sem que ele saiba o segredo. Já Josefa (Thalma de Freitas), mãe de João, vive um casamento infeliz com José Carneiro (Luciano Quirino) e nunca esqueceu seu amor de juventude, Avelino (Lucas Wickhaus), que está de volta à cidade. No fim, tomado pela rejeição, Antônio manda chicotear Beija quase até a morte e, para se vingar, ela manda mata-lo. Após ser absolvida devido sua influência, Beja deixa Araxá para recomeçar uma nova vida.

## Elenco
| Intérprete          | Personagem                          | Intérprete na versão original de 1986 |
| ------------------- | ----------------------------------- | ------------------------------------- |
| Grazi Massafera     | Ana Jacinta de São José (Dona Beja) | Maitê Proença                         |
| David Junior        | Antônio Sampaio                     | Gracindo Júnior                       |
| André Luiz Miranda  | João Carneiro de Mendonça           | Marcelo Picchi                        |
| Bianca Bin          | Angélica Felizardo Sampaio          | Bia Seidl como Aninha                 |
| Deborah Evelyn      | Cecília Sampaio (Ceci)              | Maria Fernanda                        |
| Roberto Bomtempo    | José Alves                          | Carlos Alberto como Mota              |
| Indira Nascimento   | Maria Felizardo Sampaio             | Mayara Magri                          |
| Erika Januza        | Cândida da Serra (Candinha)         | Nina de Pádua                         |
| Thalma de Freitas   | Josefa Carneiro de Mendonça         | Maria Isabel de Lizandra              |
| Luciano Quirino     | José Carneiro de Mendonça           | Jonas Mello                           |
| Isabela Garcia      | Genoveva Felizardo                  | Arlete Salles                         |
| Otávio Müller       | Alfredo Costa Pinto                 | Lafayette Galvão                      |
| Kelzy Ecard         | Augusta Costa Pinto                 | Marilu Bueno                          |
| Tuca Andrada        | Coronel Elias Felizardo             | Sérgio Mamberti                       |
| Werner Schünemann   | Coronel Francisco Botelho (Botelho) | Castro Gonzaga                        |
| Lúcia Veríssimo     | Idalina Botelho                     | Monah Delacy                          |
| Othon Bastos        |                                     |                                       |
| Ricardo Burgos      | Joaquim Botelho                     | Breno Bonin                           |
| Elisa Lucinda       | Flaviana                            | Léa Garcia                            |
| Fábio de Luca       | Coronel Tenório Madeira             |                                       |
| Bukassa Kabenguele  | Coronel Paulo Sampaio (Sampaio)     | Abrahão Farc                          |
| George Sauma        | Januário                            |                                       |
| Miguel Rômulo       |                                     |                                       |
| Caroline Abras      |                                     |                                       |
| Joana Solnado       | Maria Bernarda Alves                | Angela Rebello                        |
| Paulo Mendes        | Vicente                             |                                       |
| Bruna Spínola       | Eulália                             |                                       |
| Dudu Pelizzari      | Delegado Beligard Nunes             | Isaac Bardavid                        |
| Manuela Duarte      | Gracia                              |                                       |
| Cláudio Tovar       | Padre Melo Franco                   | Edwin Luisi                           |
| Gabriel Godoy       | Honorato Costa Pinto                | Edson Silva                           |
| Nikolas Antunes     | Clariovaldo (Vado)                  | Mário Cardoso                         |
| João Villa          | Fortunato                           | Renato Borghi                         |
| Paulo Giardini      | Eliseu                              |                                       |
| Paulão Costa        | Pai de Candinha                     |                                       |
| Pedro Fasanaro      | Severina                            | Julciléa Telles                       |
| Catharina Caiado    | Carmem Costa Pinto (Carminha)       | Virgínia Campos                       |
| Isabelle Nassar     | Olívia                              | Sandra Simon                          |
| Antônio Fragoso     | Padre Jaime                         |                                       |
| Arilson Lucas       | Padre Aranha                        | Sérgio Britto                         |
| Bruno Suzano        | Padre Jaime                         |                                       |
| Rita Pereira        | Siá Boa                             | Patrícia Bueno                        |
| Simone Mazzer       | Dorotéia                            | Shulamith Yaari                       |
| Lucas Wickhaus      | Avelino                             | Jayme Periard                         |
| Danielle Olímpia    | Teresa Tomásia                      |                                       |
| Eliza Nery          |                                     |                                       |
| Cláudio Mendes      | Juca                                | Ary Coslov                            |
| Vandré Silveira     | Moacir                              |                                       |
| Fernando Sampaio    |                                     |                                       |
| Caio Sidério        |                                     |                                       |
| Camillo Borges      |                                     |                                       |
| Virgílio Castelo    | Ouvidor Motta                       |                                       |
| Luiz Sérgio Navarro | Andrade                             |                                       |
| Rafael Gualandi     |                                     |                                       |

### Participações especiais
| Intérprete       | Personagem       | Intérprete na versão original de 1986 |
| ---------------- | ---------------- | ------------------------------------- |
| Elizabeth Savala | Madame Constance | Jacqueline Laurence                   |
| Lucinha Lins     | Miss Callen      |                                       |

## Produção
Em setembro de 2021, a Floresta adquiriu os direitos da trama exibida na Rede Manchete em 1986, sendo considerada um dos maiores sucessos de audiência da história da emissora. António Barreira, autor português e ganhador do Emmy Internacional, ficou encarregado de assinar a versão baseando-se nos roteiros originais da obra de Wilson Aguiar Filho. A confirmação da adaptação foi comprada e anunciada pela Max durante um painel na programação da Rio 2C, sem dar detalhes sobre a data de lançamento da trama. Em setembro de 2022, após alguns adiamentos, a trama foi temporariamente cancelada devido a razão é a fusão entre a Warner e a Discovery, porém a direção continuou desenvolvendo-a e entregou os todos os capítulos escritos.
Inicialmente, Renata Jhin e o escritor português Antônio Barreira seriam os criadores da obra, ficando responsáveis pela readaptação do texto. Porém, em  28 de maio de 2023, Renata deixaria o texto devido ao fato de não conseguir conciliar seus trabalhos e foi substituída por Daniel Berlinsky. Em 11 de agosto de 2023, a Floresta Produções e a HBO decidiram que a novela se chamaria Dona Beja, que é o nome verdadeiro da cortesã, mas que teria o mesmo texto da obra original, com alterações.  As gravações tiveram início no dia 11 de outubro.

### Escolha do elenco
Grazi Massafera e Isis Valverde realizaram os testes para interpretar a protagonista Ana, sendo que a primeira foi a escolhida. Em junho de 2023, a direção comandou os testes de elenco para escolher o par da personagem, sendo David Junior o escolhido para interpretar a Antônio, repetindo a mesma parceria em Bom Sucesso. A novela também marca o retorno de Lúcia Veríssimo e Thalma de Freitas às telenovelas, uma vez que seus últimos papéis fixos foram em Amor e Revolução e Malhação: Intensa como a Vida. Em 14 de agosto, foram confirmados os nomes de Gabriel Godoy e André Luiz Miranda, com o último chegando a fazer os testes para ser o intérprete de Antônio, mas acabou ficando com João Carneiro, um dos pares de Dona Beija. No dia 18 do mesmo mês, foi confirmado o nome de Tuca Andrada para o papel do Coronel Elias Felizardo. Em 19 de setembro, o colunista Flávio Ricco do portal R7 confirmou o nome de Bianca Bin, inicialmente para o papel da antagonista Aninha, marcando o seu primeiro trabalho fora da TV Globo após a sua participação especial em Terra e Paixão. Logo depois, foi anunciado que Bin faria o papel da temperamental Angélica, que substitui a maquiavélica Aninha, enquanto que Indira Nascimento faria o papel da delicada Maria. Em 11 de outubro, foi anunciada a entrada de Elizabeth Savalla ao elenco, marcando a sua primeira telenovela fora da TV Globo após 46 anos na emissora, cujo seu ultimo trabalho foi na telenovela Quanto Mais Vida, Melhor!. Elizabeth fará uma participação especial na trama interpretando Madame Constance, cujo intérprete original ficou à cargo de Jacqueline Laurence. Em 15 de outubro, foi anunciada a entrada de Roberto Bomtempo no elenco, interpretando o principal antagonista José Alves, avó de Ana. Roberto retorna às telenovelas desde Malhação: Toda Forma de Amar, quando se mudou para Portugal, passando a se dedicar ao teatro. Em 20 de outubro, Paulo Mendes foi anunciado no elenco após ser um dos destaques na primeira temporada de Os Outros, interpretando o neto dos personagens de Otávio Muller e Kelzy Ecard. Além de mendes, Catharina Caiado também foi confirmada no elenco, mas interpretando a filha do casal.
A novela também marca o retorno de Lucinha Lins às telenovelas, uma vez que a mesma estava ausente do gênero desde Apocalipse. A cantora e atriz, no entanto, ficou com o papel de Miss Callen, uma inglesa que veio de passagem à Araxá, fazendo apenas uma participação especial.

### Crise nos bastidores
Logo em que a novela começou a ser gravada em outubro de 2023, alguns atores começaram a reclamar do ritmo dos bastidores da trama, principalmente por haver mudanças de cena encima da hora e as sequências de cenas serem realizadas de uma vez só, sem direito à regravação. No dia 22 de novembro, Bianca Bin foi afastada do elenco após uma série de desentendimentos com a produção, apesar da atriz já ter gravado uma boa parte das cenas de sua personagem. Apesar do ocorrido, Bianca acabou retornando para as gravações após cumprir a suspensão de uma semana, assim como a rotina de gravações acabou sendo mudada para atender os pedidos dos atores.

### Exibição
A novela estava prevista para estrear no primeiro semestre de 2024, junto com Beleza Fatal. Mas, devido aos problemas de bastidores, teve a sua estreia adiada inicialmente para o primeiro semestre de 2025. Todavia, foi novamente adiada, agora para 2026 por conta dos trabalhos de edição.